# Рейнская республика
Рейнская республика (нем. Rheinische Republik) — самопровозглашённая республика, существовавшая на территории прирейнских областей Германии во время Рурского конфликта. Она состояла из территорий, названных Север, Юг и Рур, с региональными столицами соответственно в Ахене, Кобленце и Эссене.

## Предыстория
После окончания Первой мировой войны в результате перемирия 11 ноября 1918 года часть Германии была оккупирована войсками победителей (Франции, Великобритании, США и др.). Точно так же, как вопрос о территории Саарского бассейна, вопрос о Рейнской области с 1918 года находился в центре франко-германских противоречий. 
1 февраля 1919 года в Кёльне собралась законодательная ассамблея, от которой ожидалось провозглашение независимой Рейнской республики. Однако она провозгласила лишь республику в составе Германии с максимально широкой автономией, включая собственную дипломатию, и решение ее дальнейшей судьбы путем плебисцита. Сепаратистам удалось привлечь на свою сторону командующего французскими войсками на Рейне генерала Шарля Манжена, но в итоге французские власти его не поддержали. В следующий раз идея Рейнской республики возобновилась через три с лишним года, во время Рурского конфликта.
15 августа 1923 года в Кобленце, столице тогдашней Рейнской прусской провинции, различные сепаратистские движения объединились и основали «Объединенное рейнское движение» во главе с Хансом Адамом Дортеном из «Рейнской народной ассоциации» и Йозефом Фридрихом Маттесом из «Рейнской лиги независимости». Это действие получило благосклонное одобрение со стороны французской администрации. Прямой целью этого движения было полное отделение Рейнской области от Германии и создание Рейнской республики под французским протекторатом. Дело республики должно было продвигаться посредством публичных демонстраций и митингов во всех рейнских городах.

## Захват власти
16 октября 1923 года сепаратисты водрузили зелено-бело-красный флаг Рейнской республики в Эшвайлере. 21 октября другая группа сепаратистов захватила общественные здания в Аахене и провозгласила Рейнскую республику. Сепаратисты взяли под свой контроль Дуйсбург 22 октября. То же было в Крефельде и Менхен-Гладбахе. Начиная с бельгийской зоны, движение 22 и 23 октября распространилось на французскую зону, где сепаратисты захватили общественные здания в Бонне, Кобленце, Трире, Висбадене и Майнце. В тот же период во многих рейнских городах предпринимались попытки свержения по аналогичной схеме: здания местной администрации оккупировались, существующая администрация изгонялась, поднимался флаг Рейнской республики, и новая администрация информировала население о новой ситуации посредством публичных объявлений и листовок.
26 октября Верховный комиссар Франции и президент Рейнской комиссии Поль Тирар подтвердил сепаратистов как «обладателей фактической власти». Они должны инициировать «все необходимые меры, естественно, уважая существующую власть оккупационной власти…». Ганс Адам Дортен и редактор Йозеф Фридрих Маттес получили одобрение своей деятельности. Был сформирован правительственный кабинет. Маттес, назначенный председателем, стал премьер-министром Рейнской республики. Власть нового правительства основывалась на защите и финансировании французских оккупантов, а также на «Войсках защиты Рейнской области», которые в основном были набраны из тех, кто был изгнан из Рурской области. Войска, в основном не имеющие военной подготовки и очень плохо оснащенные, обеспечивали соблюдение постановлений нового правительства. Был введен ночной комендантский час и массово ограничена свобода прессы. «Правительство» не получило значительной поддержки со стороны административного аппарата, который зачастую отказывался принять новую присягу или вообще не ходил на работу. Население заняло выжидательную позицию. Были выпущены рейнские бумажные деньги, и в конечном итоге правительство приказало провести «реквизиции» по всей стране. В ответ на распространившиеся грабежи со стороны «Войск защиты Рейнской области» кое-где люди брались за оружие и давали отпор. Чтобы не допустить продолжения столкновений, вмешивались французские войска и устанавливали оккупационный контроль.

## Конец Рейнской республики
В результате событий кабинет Кобленца раскололся на два лагеря. Сепаратистские правительства были изгнаны из ратуш, а некоторые были арестованы французскими военными. Маттес подал в отставку со своего поста 27 ноября. Ганс Адам Дортен уже 15 ноября в Бад-Эмсе сформировал «Временное правительство» для южной Рейнской области и Рейнского Пфальца, продолжал безуспешно оттуда вести агитацию и также принял активное участие в событиях в «Пфальцской республике», которая просуществовала до 1924 года. 31 декабря 1923 г. он бежал в Ниццу.
В нескольких городах Рейнской области мэры-сепаратисты правили до декабря, затем были отставлены голосованием, и некоторым пришлось отвечать за свои действия перед комитетами или судами.